# Abd-al-Ala (nom)
Abd-al-Ala és un nom masculí teòfor àrab islàmic (àrab: عبد الأعلى, ʿAbd al-Aʿlà) que literalment significa ‘Servidor del Més Alt’, essent «el Més Alt» un atribut de Déu. Si bé Abd-al-Ala és la transcripció normativa en català del nom en àrab clàssic, també se'l pot trobar transcrit Abdul Aala, ‘Abdul `A'ala... normalment per influència de la pronunciació dialectal o seguint altres criteris de transliteració. Com a teòfor, també el duen musulmans no arabòfons que l'han adaptat a les característiques fòniques i gràfiques de la seva llengua.
Vegeu aquí personatges i llocs que duen aquest nom.